# Immeke Mitscherlich
Immeke Mitscherlich (* 29. April 1899 in Schmiedenau bei Margonin, Kreis Kolmar, Provinz Posen, als Emma „Immeke“ Catarina Caroline Schwollmann; † 1985) war eine deutsche Textilkünstlerin.

## Leben
Immeke Schwollmann wuchs – wie ihre ältere Schwester, die spätere Schriftstellerin Ilse Molzahn – auf einem Gut bei Margonin auf. Ihr Vater war der 1862 in Soest geborene evangelische Gutsbesitzer Otto Schwollmann, ihre Mutter war Gretchen, eine 1870 in Kirchrode bei Hannover geborene Rossell. Aus wirtschaftlichen Gründen musste die Familie das Gut wieder aufgeben. Der Vater leitete danach eine Winterschule in Kempen, Kreis Kempen in Posen.
Ab 1917 besuchte Immeke Schwollmann die Großherzoglich-Sächsische Kunstschule Weimar, die nach der Novemberrevolution im Jahr 1919 in dem Staatlichen Bauhaus Weimar aufging. An dieser Schule war auch ihre Schwester Ilse eingeschrieben, die dort ihren späteren Ehemann kennenlernte, den Künstler Johannes Molzahn. Zu ihrem Fach wählte Schwollmann als junge Studentin zuerst die Töpferei in der Keramischen Werkstatt am Bauhaus unter Gerhard Marcks, die in einer Außenstelle in Dornburg untergebracht war. Bald wechselte sie jedoch zur Weberei-Klasse über, die von Georg Muche geleitet wurde. Auch war sie Schülerin in der Grafik-Klasse von Walther Klemm. Theodor Steinkühler, ein Bauhaus-Kommilitone, porträtierte sie in jener Zeit. Aus Geldmangel musste sie schon nach wenigen Monaten ihr Studium aufgeben. 1920 lebte sie wieder bei ihren Eltern, die nach Soest gezogen waren. Eine Zeitlang arbeitete sie sodann im Fürsorgeamt der Stadt Hannover. 1926 setzte sie am Bauhaus Dessau – unter Paul Klee und Wassily Kandinsky, vor allem aber unter Georg Mucha und Gunta Stölzl als ihren Webmeistern – die künstlerische Ausbildung fort, die sie im Jahr 1928, nach vier Semestern, abschloss.
Mit zwei Webstühlen machte sie sich selbständig und fertigte vor allem Tapisserien. Einen Preis erwarb sie für eine Arbeit zur Ausgestaltung der Stadthalle Magdeburg. 1929 heiratete sie den autodidaktischen Künstler Alexander Mitscherlich, den Inhaber einer Agentur für Reklame und Produktentwurf. Das Paar lebte zunächst Berlin, ab 1932 in Krefeld, wo Alexander Mitscherlich eine Stelle als Assistent des Künstlers Johannes Itten an der von ihm geleiteten Höhere Fachschule für Textile Flächenkunst angenommen hatte. Nach langer Krankheit starb Alexander Mitscherlich im Jahre 1940. Nun nahm Immeke Mitscherlich eine Stelle als Musterentwerferin in der Textilindustrie an, erst bei der Krefelder Firma Marwa, einer Tochter der Vereinigten Seidenweberei Aktiengesellschaft (VerSeidAG), dann bei dem Textilunternehmen Müller in Oerlinghausen bei Bielefeld, das sie zum „Malstudium“ nach Oskar Moll schickte, einem damals als „entartet“ verfemten Künstler.

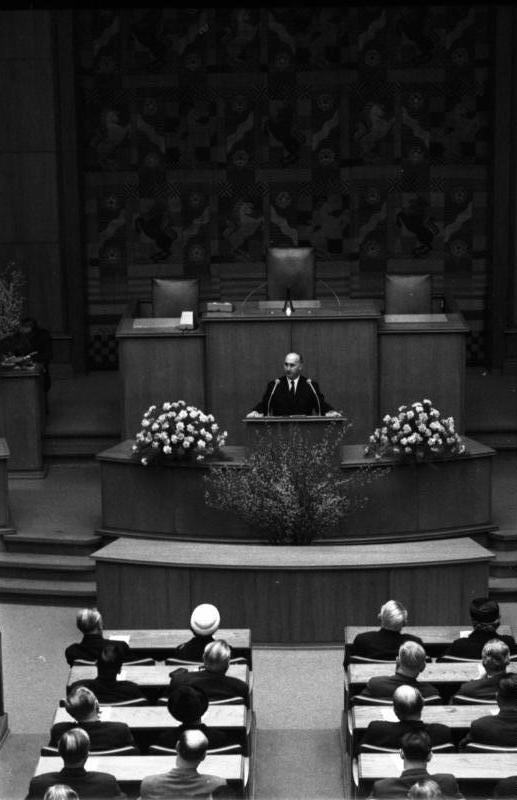
Ehemaliger Plenarsaal des Landtags Nordrhein-Westfalen mit serieller Darstellung des Landeswappens auf dem Wandteppich von Immeke Mitscherlich (Foto 1965)

1950 erhielt Mitscherlich nach einem ersten Preis in einem Wettbewerb ihren bedeutendsten Auftrag, die Anfertigung eines Wandbehangs für die Stirnwand hinter dem Präsidium im neuen Plenarsaal des Landtags Nordrhein-Westfalen in dem von dem Architekten Hans Schwippert umgebauten Ständehaus in Düsseldorf. Die Landtagsverwaltung honorierte sie für diese Tapisserie, ihre wohl großflächigste und bekannteste Arbeit, die das Landeswappen Nordrhein-Westfalens in 18-facher serieller Stilisierung darstellt, mit der Summe von 17.500 DM. Ein weiterer bedeutender Auftrag dieser Zeit waren Entwürfe zur Ausgestaltung des Funkhauses Wallrafplatz in Köln.
Im Herbst 1952 wurde Mitscherlich als Lehrerin der Modeklasse III an die Textilingenieurschule Krefeld berufen, wo sie bis zu ihrer Pensionierung im Jahr 1965 Modeentwurf und Modewerbung unterrichtete und dazu beitrug, die späteren Design-Studiengänge der Fachschule zu entwickeln.
Ihre letzten Lebensjahre verbrachte sie in einem Seniorenheim im Rhein-Lahn-Kreis.